# Walbundrie
Walbundrie is een plaats in de Australische deelstaat New South Wales en telt 190 inwoners (2006).